# Täckhammar

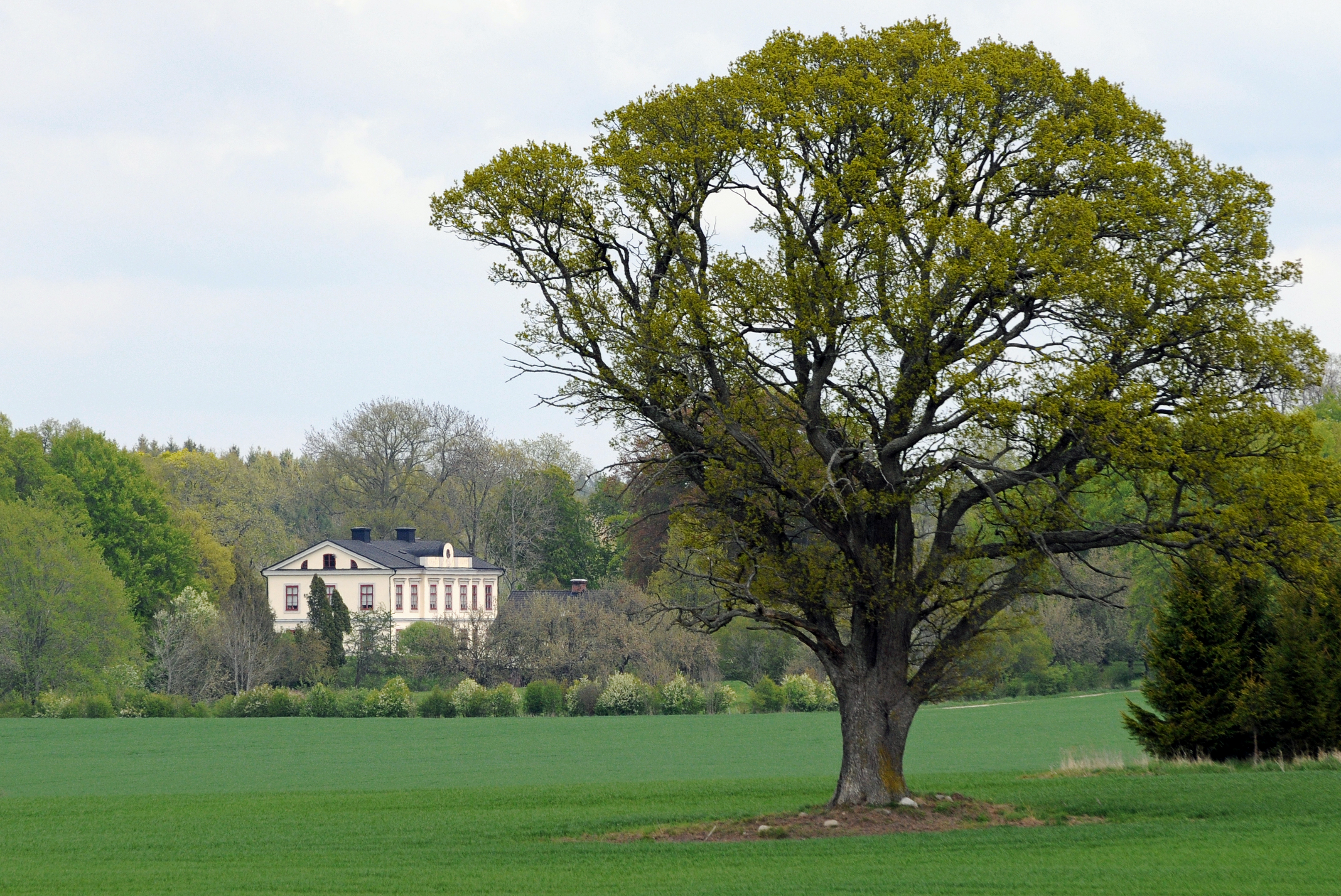
Vy från Tistad allé.

Täckhammar är ett gods i Bärbo socken i Nyköpings kommun i Södermanland. Det är beläget vid sjön Långhalsen väster om Nyköpingsåns dalgång. Huvudbyggnaden och de två flyglarna är från 1804. Täckhammar är känt sedan 1329, då benämnt Thaekhammar.
På Täckhammars marker finns ett stort antal forntida lämningar. Vid Täckhammars fors och Tuna fors fanns på medeltiden och ända till nutid kvarnar, sågverk och fångstanläggningar. 
Täckhammars källor väster om huvudbyggnaden kom i dagen vid sjösänkningen 1857 då sjön Långhalsen, och många andra sjöar i det sörmländska sjösystemet, sänktes cirka två meter. Sjösänkningen innebar också att den gamla Täckhammars kvarn i Nyköpingsån måste rivas.
Nuvarande ägare är Claes Norrby. Sörmlands museum har sedan 1994 anordnat kurser i byggnadsvård på gården.

## Ägarelängd
- År 1624 skriver sig Ebba Oxenstierna av Eka och Lindö som fru till Täckhammar. Hon levde 1592–1670 och var dotter till friherre Erik Oxenstierna och hans hustru friherrinnan Bengta Gera. Täckhammar hade från den yngre Grip-släkten övergått till släkten Gera.
- År 1670 avlider Ebba Oxenstierna ogift och gården ärvs av hennes systerdotter Kristina Ulfsparre av Broxvik. Hon var född omkring 1614 och avled 1684. Föräldrarna hette Beata Oxenstierna, 1591–1652, och Erik Göransson Ulfsparre, 1577–1631, ståthållare på Örebro Slott.
- Kristina Ulfsparre gifte sig första gången 1637 med sin mosters styvson, rikstygmästaren och generalen Johan Lilliehöök af Fårdala i hans tredje gifte. Han var född 1598 och stupade i det andra slaget vid Breitenfeld 1642. Hon gifte om sig 1650 med kammarrådet Gustaf Persson Natt och Dag, 1627–1688.
- Kristina Ulfsparre dog 1684, hennes andre man 1688 och Täckhammar ärvs nu av dottern Kristina Elisabet Natt och Dag, gift med generalen, friherre Carl Gustaf Creutz, 1660–1728. Carl Gustaf och hans familj utgör den gren av släkten Creutz som benämns friherre av Täckhammar.
- År 1728: deras son överstelöjtnanten Lorentz Creutz, död ogift 1733.
- År 1733: hans syster Hedvig Eleonora Creutz, död ogift 1777.
- År 1777: hennes systerdotter Eva Sofia Stenbock, gift med friherre Fredrik Bengt Rosenhane på granngården Tistad.
- År 1800: deras dotter Sofia Eleonora Rosenhane. Hon gifte sig 1802 med hovmarskalken Johan Jennings, 1762–1828, i hans andra gifte. Äktenskapet blev barnlöst.
- År 1830: genom köp, landshövdingen i Östergötland, Gustaf Wathier Hamilton, 1783–1835.
- År 1837: Sofia Rosenhane, som vid försäljningen förbehållit sig besittningsrätt, avlider och Gustaf Hamiltons änka, Hedvig Hamilton, tillträder gården. Hon var kusin med sin man och levde 1800–1859.
- År 1852: genom köp, hennes son kammarherren Gustaf Hamilton, 1833–1902.
- År 1873: genom köp, David Böklin och hans hustru Ebba Gellerstedt.
- År 1923: Genom köp och arv deras son Ernst Wolfgang Böklin.
- År 1964: Hans son Åke Böklin, gift med Anna-Lisa Norrby och deras barn.
- År 1967: Genom köp Olof Norrby, den föregåendes svåger.
- År 1984: Genom köp hans son Claes Henrik Åsgöt Norrby.